# Староволынская улица
Староволы́нская у́лица — улица в Западном административном округе города Москвы на территории районов Фили-Давыдково и Очаково-Матвеевское. Улица ранее являлась частью Очаковского шоссе и проходила через древнее село Волынское.

## Описание
Улица начинается от Кутузовского проспекта и Староможайского шоссе, проходит параллельно Минской улице, пересекает бывший участок Рублёвского шоссе, проходит мимо «Ближней дачи» Сталина, пересекает по мосту реку Сетунь, проходит вдоль территории Больницы № 1 Управления делами Президента РФ и заканчивается, упираясь в Нежинскую улицу.
Почти на всём протяжении улица проходит через лес, являющийся частью природного заказника «Долина реки Сетунь».

## История

### Происхождение названия
Улица названа 30 апреля 1987 года по старинному подмосковному селу Волынское, вошедшему в состав Москвы в 1960 году. До этого улица была составной частью бывшего Очаковского шоссе, соединявшего город и село Очаково. Староволынской улица названа во избежание одноимённости с Волынской улицей в районе Солнцево.

## Транспорт

### Ближайшие станции метро
- Минская

### Железнодорожный транспорт
- Платформа Матвеевская
- Платформа Минская

### Наземный транспорт
- На улице расположены остановки «Староволынская улица» (по требованию), «Больница № 1», «РЭУ имени Плеханова» автобусов 107, 260, П209
- На участке от Староможайского шоссе до Минской улицы только в сторону ст.м. «Минская» проходят без остановок автобусы 103, 464